# Suseł plamkoplecy
Suseł plamkoplecy (Spermophilus alashanicus) (mong. Гозоорой зурам, godzooroj dzuram; ang. Alashan ground squirrel) – średniej wielkości gryzoń z rodziny wiewiórkowatych. Jest gatunkiem endemicznym w północnych regionach Chin (Gansu, Mongolia Wewnętrzna, Ningxia, Qinghai, Shaanxi, Shanxi) oraz w Mongolii.

## Systematyka
Suseł plamkoplecy należy do rodzaju Spermophilus grupującego susły. W przeszłości był zaliczany do podgatunków Spermophilus dauricus. Polska nazwa „suseł alaskański” przedstawiona w monografii poświęconej sułowi perełkowanemu jest raczej wynikiem błędu autora, który zaproponował tę nazwę bez analizy geograficznego źródłosłowu. Epitet gatunkowy „alashanicus” pochodzi prawdopodobnie od nazwy chińskiej pustyni Ałaszan (ang. Ala Shan).

## Genetyka
Garnitur chromosomowy Spermophilus alashanicus wynosi 38 chromosomów. Na terenie Mongolii stwierdzono występowanie mieszańców  susłów S. alashanicus z osobnikami z gatunku S. pallidicauda.

## Morfologia
Suseł plamkoplecy ma futro koloru brązowego lub szarego z bladymi plamami na grzbiecie. Latem sierść jest jaśniejsza, ale głowa i grzbiet zachowuje kolor bladokasztanowy. Tułów mierzony wraz z głową ma zwykle długość około 22–23 cm. Kończyny i ogon są krótkie. Charakterystyczne worki policzkowe służą do gromadzenia pożywienia.

## Rozmieszczenie geograficzne
Gatunek występuje w Chinach (Gansu, Mongolia Wewnętrzna, Ningxia, Qinghai, Shaanxi, Shanxi) oraz w Mongolii w regionie Ałtaju Gobijskiego (należących do niego pasm górskich Ich Bogdyn nuruu, Bag Bogdyn nuruu, Arc Bogdyn nuruu oraz Gow' Gurwansajchan uul) i górach Öszögijn Ich Dzalaa uul (Öszög) w Nuuruudyn chöndij (Dolinie Jezior). W górach występuje na wysokości do 3200 m n.p.m..
Na terenie Chin zamieszkuje głównie pustynie Chin Środkowych oraz stepy na obrzeżach pustyni Gobi. Preferuje suche piaszczyste tereny, dlatego potocznie w Chinach jest nazywany przez ludność lokalną "szczurem piaszczystym".
Na terenie Mongolii jest spotykany tylko w górach centralnej oraz wschodniej części Ałtaju Gobijskiego w górskich półpustyniach i stepach. Zasięg występowania gatunku w Mongolii nie ma powiązania geograficznego z chińską częścią areału, jest oddzielony przez pustynię Gobi.

## Ekologia
Suseł plamkoplecy prowadzi dzienny tryb życia. Lubi zasiedlać stepy, podgórza i górskie łąki. Unika terenów gęsto zalesionych. Zimę spędza w swojej norze w stanie hibernacji. Jest roślinożercą – żywi się ziołami i zielonymi częściami roślin.